# Amblysomus corriae
Amblysomus corriae là một loài động vật có vú trong họ Chrysochloridae, bộ Afrosoricida. Loài này được Thomas mô tả năm 1905.